# Daniel Garcia Gutiérrez
Daniel García Gutiérrez (Badalona, 12 de desembre de 1975) és un jugador de bàsquet català ja retirat. Mesurava 2.09 m i la posició en la pista era la de pivot.

## Carrera esportiva
Es va formar a les categories inferiors del Joventut de Badalona, on debutà a la l'ACB la temporada 1993-94, formant part de l'equip que es proclamà campió d'europa en l'any 1994. Hi va jugar al Joventut fins a la temporada 98-99, on hi va guanyar, a més de l'eurolliga, una Copa del Rei (96-97).
Després va jugar al TDK Manresa, TAU Ceràmica i Cantabria Lobos, abans de tenir una primera experiència a la lliga LEB l'any 2001 amb el Lucentum Alicante, equip amb el que va guanyar una Copa Príncep d'Astúries. Les següents dues temporades va tornar a competir a l'ACB, amb el Cáceres CB primer, i el Jabones Pardo Fuenlabrada després.
En la temporada 2004-05 signa pel León Caja España, amb el que va jugar tres temporades a la LEB, guanyant una altra Copa Príncep d'Astúries i quedant campió de lliga, assolint l'ascens a l'ACB. Hi va jugar dues temporades més amb aquest equip a la màxima categoria del bàsquet espanyol.